# Grad Thun
Grad Thun (nemško Schloss Thun) je grad v mestu Thun, v švicarskem kantonu Bern, uvrščen med švicarske kulturne spomenike državnega pomena. Danes je na gradu, zgrajenem v 12. stoletju, grajski muzej, del gradu pa se oddaja kot prenoćišča.

## Zgodovina
V zgodnjem srednjem veku je bila na vrhu grajskega griča majhna utrdba in cerkev. Grad je med letoma 1180 in 1190 zgradil vojvoda Berthold V. Zähringen, ki je zgradil še ohranjen bivalno-obrambni grad do nivoja viteške dvorane (nemško Rittersaal). 14 metrov visoka viteška dvorana je bila zgrajena kot osrednji del spomenika moči Zähringenov. Vendar družina nikoli ni živela v gradu, raje je imela grad Burgdorf. Leta 1218 ga je podedovala hiša Kyburg, ki je zgradila zgornje nivoje nad gradom Zähringenov. Prepir o tem, kdo bo vladal južnim deželam Kyburgov, je leta 1322 privedel do tega, da je Eberhard II. von Kyburg v gradu umoril svojega brata Hartmanna II. Da bi zaščitil svojo novo pridobljeno zemljo pred Habsburžani, jih je Eberhard II. prodal Bernu, ki mu jo je takoj vrnil kot fevd. Kyburgi so vladali regiji skoraj dve stoletji, dokler neuspeli napad Rudolfa II. na Solothurn leta 1382 ni začel vojne Burgdorferkrieg (tudi Kyburgerkrieg). Po več odločilnih bernskih zmagah so bili Kyburgi prisiljeni priznati neugoden mir. Leta 1384 je Bern kupil Thun in Burgdorf, najpomembnejši mesti v posesti Kyburgov. Grad je prešel pod bernski nadzor in postal sedež njihove lokalne uprave.
Masivna streha (1430–36) je iz bernskega obdobja. Zaradi pomanjkanja prostorov v gradu je bilo leta 1429 zahodno od obzidja prizidano upravno in stanovanjsko krilo, zgrajeno v poznogotskem slogu in znano kot novi grad. V gradu je bil sedež tamkajšnjega sodišča in vsaj od 17. stoletja je bil pod streho bivalno-obrambnega stolpa zapor. Leta 1886 so na grajskem zemljišču zgradili nov zapor. Dve leti kasneje, leta 1888, se je v gradu odprl muzej. Upravnik zapora je bil nekaj časa tudi prodajalec vstopnic in čuvaj muzeja.
Leta 2006 je grad od kantona Bern kupilo mesto Thun. Do konca leta 2009 je bil v gradu sedež bernskega Oberlandskega sodišča.

## Grajski muzej
Grajski muzej obsega prostore v petih nadstropjih stolpa in vključuje kulturne in zgodovinske razstave, ki prikazujejo razvoj regije v približno 4000 letih. Odprt je vsak dan med februarjem in oktobrom, ob nedeljah pa le do konca leta. Velika dvorana se uporablja za koncerte ali predstave in jo je mogoče najeti za zasebne prireditve.